# Metarranthis obfirmaria
Metarranthis obfirmaria là một loài bướm đêm trong họ Geometridae.